# Sigalphus neavei
Sigalphus neavei är en stekelart som först beskrevs av Turner 1917.  Sigalphus neavei ingår i släktet Sigalphus och familjen bracksteklar. Inga underarter finns listade i Catalogue of Life.